# Мисс Конгениальность
«Мисс Конгениа́льность» (англ. Miss Congeniality) — американский комедийный боевик 2000 года с актрисой Сандрой Буллок в главной роли.
В основе сюжета лежит забавная история девушки — сотрудницы ФБР, которая волею судьбы становится агентом под прикрытием на конкурсе красоты.
Фильм снимался в течение трёх лет. За время работы над проектом сменилось три режиссёра: Сэм Уэйсман (Sam Weisman), Хью Уилсон (Hugh Wilson) и завершивший его Дональд Петри (Donald Petrie).

## Сюжет
В детстве агент ФБР Грейси Харт вступилась за мальчика, который её за это оскорбил. Она дала себе слово никогда не влюбляться в мальчишек, стала мужиковатой и грубой.
Провалив спецзадание, она получает взыскание и перевод на бумажную работу.
Внезапно подворачивается случай вернуть былую славу. Вместе с напарником Эриком Мэттьюсом она берётся за расследование дела, в котором ей приходится принять участие в ежегодном престижном конкурсе красоты «Мисс Соединённые Штаты».
Под именем Грейси Лу Фрибуш, «Мисс Нью-Джерси», Харт должна внедриться в число участниц конкурса. Стать её куратором и наставником ФБР приглашает легендарного Виктора Меллинга, имиджмейкера, который привёл к короне дюжину красавиц; усилиями стилистов и визажистов из невежественной неприметной мышки героиня Сандры Буллок преображается в роскошную леди.
Далее сюжет приобретает окраску классического детектива. Героиня попадает в неизвестный и чуждый ей мир глупеньких красоток. Столкновение характеров приводит к ряду забавных ситуаций. Пройдя отборочные туры, Грейси входит в число финалисток. Не теряя надежды вычислить преступника, она попутно приобретает новых подруг. Постепенно Грейси понимает, что в конкурсе принимают участие не «тупоголовые дуры», а талантливые и интересные девушки, которые хотят добиться успеха в жизни.
Всё это время рядом с Грейси неотступно находится Эрик Мэттьюс, обеспечивая её прикрытие. Постепенно их отношения переходят за грань служебных.
Счастливым завершением комедии становится выступление Грейси Харт перед участницами конкурса. Девушки готовы принять агента в свои ряды. Начальство, оценив заслуги, возвращает героиню на службу, награждает и повышает в звании. Эрик и Грейс начинают встречаться.

## В ролях
| Актёр                 | Роль                            |
| --------------------- | ------------------------------- |
| Сандра Буллок         | Грейси Харт                     |
| Майкл Кейн            | Виктор Меллинг                  |
| Бенджамин Брэтт       | Эрик Мэттьюс                    |
| Кэндис Берген         | Кэти Морнингсайд                |
| Уильям Шетнер         | Стен Филдс                      |
| Эрни Хадсон           | Гарри Макдональд                |
| Хизер Бёрнс           | Шерил Фрейзер                   |
| Мелисса де Соуса      | Карен Кранц                     |
| Стив Монро            | Фрэнк Тобин / Фрэнк Морнингсайд |
| Венди Ракель Робинсон | Лесли Дэвис                     |
| Коди Мартин Линли     | мальчик                         |

## Саундтрек
1. One in a Million — Bosson
2. If Everybody Looked the Same — Groove Armada
3. She’s a Lady — Tom Jones (The BT remix)
4. Anywhere USA — P.Y.T.
5. Dancing Queen — A*Teens
6. Let’s Get It On — Red Venom
7. Get Ya Party On — Baha Men
8. None of Your Business — Salt 'N' Pepa
9. Mustang Sally — Los Lobos
10. Bullets — Bob Schneider
11. Liquored Up and Lacquered Down — Southern Culture on the Skids
12. Miss United States — William Shatner (Berman Brothers mix)
13. One in a Million — Bosson (Bostrom mix, bonus radio version)

## Съёмочная группа
- Режиссёр — Дональд Петри
- Продюсеры — Сандра Буллок, Кэти Форд
- Исполнительные продюсеры — Брюс Берман, Марк Лоуренс
- Авторы сценария — Марк Лоуренс, Кэти Форд, Кэрин Лукас
- Оператор — Ласло Ковач
- Композитор — Эдвард Шермур
- Монтаж — Билли Уэббер
- Художник-постановщик — Питер Ларкин
- Художник по костюмам — Сьюзи де Санто

## Награды и номинации
2001 год:
- номинация на премию Золотой глобус в категории «Лучшая актриса комедии/мюзикла» — Сандра Буллок
- номинация на премию Золотой глобус в категории «Лучшая песня из фильма» — One in A Million (Bosson)
- номинация на премию Golden Satellite Award в категории «Лучшая актриса комедии/мюзикла» — Сандра Буллок
- номинация на премию Blockbuster Entertainment Awards в категории «Лучшая комедийная актриса второго плана» — Кэндис Берген
- номинация на премию Canadian Comedy Awards в категории «Лучший комедийный актёр» — Уильям Шетнер
- премия American Comedy Awards в категории «Лучшая комедийная актриса» — Сандра Буллок
- премия BMI Film Music Awards в категории «Лучшая музыка к фильму» — Эдвард Шермур
- премия Blockbuster Entertainment Awards в категории «Лучшая комедийная актриса» — Сандра Буллок
- премия Blockbuster Entertainment Awards в категории «Лучший комедийный актёр второго плана» — Бенджамин Братт
- премия Teen Choice Awards в категории «Лучшая комедийная актриса» — Сандра Буллок
- премия Teen Choice Awards в категории «Лучший фильм-комедия»
- премия Bogey Awards (Germany)

## Сиквел
В 2005 году было выпущено продолжение фильма: «Мисс Конгениальность 2: Прекрасна и опасна».